# 平屋頂

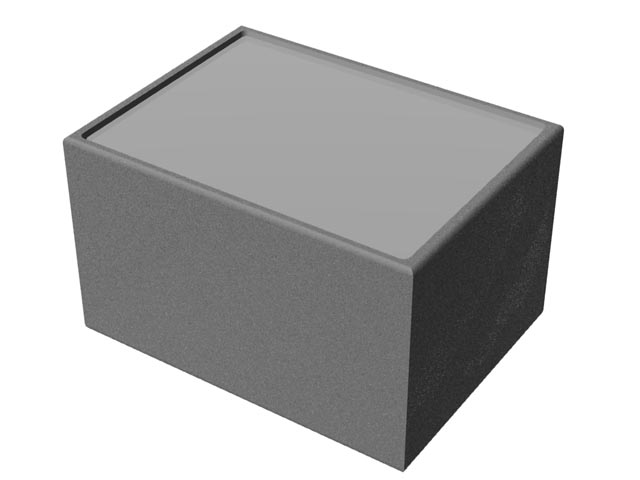
平屋頂構造

平屋頂常見於無雨水的地區，不過由於防水科學的進步，多雨的國家也出現平屋頂。現代建築該等屋頂常設置承重層、保溫層、防水層、找平層、找坡層等。其中找平層保證屋頂無積水，而找坡層使屋頂微斜讓雨水流走。承重層即是鋼筋水泥結構。
平屋頂亦常會作為天台之用。